# St Andrew's House
St Andrew's House (Schots-Gaelisch; Taigh Naoimh Anndra) is de ambtswoning van de Schotse regering. Het bouwwerk ligt aan Regent Road, op de zuidelijke flank van Calton Hill in het centrum van Edinburgh. Het gebouw herbergt kantoren voor de eerste minister en de vice-eerste minister, evenals de permanente secretaris van de Schotse regering en biedt plaats aan 1.600 ambtenaren van de Schotse regering.
Architectonisch is het gebouw monolithisch, symmetrisch en ingetogen aan de noordgevel. De zuidgevel, met uitzicht op de Waverley-vallei, is veel onregelmatiger en romantischer. Het ontwerp van Tait bevat elementen van art deco en Streamline Moderne en staat bekend als een zeldzaam voorbeeld van gevoelig ontworpen moderne architectuur in Edinburgh.

## Geschiedenis
Het werd gebouwd op de site van de oude gevangenis Calton Jail. De graven van tien moordenaars die in Calton Jail stierven en binnen de gevangenismuren werden begraven, bleven daar en liggen nu onder de parkeerplaats voor St Andrew's House. Het Governor's House met torentjes is het enige overgebleven deel van de Calton-gevangenis dat nog bestaat na de bouw van St Andrew's House. 
Het art-decokantoorgebouw werd tussen 1935 en 1939 gebouwd naar plannen van architect Thomas S. Tait van het architectenbureau Burnet, Tait & Lorne. Het heraldische beeldhouwwerk op de voorkant is van de Schotse beeldhouwer John Marshall. Het gebouw biedt plaats aan 1.600 ambtenaren, verdeeld over zes van de acht verdiepingen in het gebouw. Toen het gebouw in 1939 werd voltooid, was het het grootste gebouw met metalen frame in Europa en was het de eerste keer dat overheidsdiensten van en voor Schotland onder een dak in Edinburgh werden samengebracht. 
Het gebouw werd op maandag 4 september 1939 (de dag na de oorlogsverklaring) voor het personeel geopend. Een officiële koninklijke openingsceremonie die op 12 oktober 1939 zou plaatsvinden, werd "geannuleerd vanwege de oorlog" (de eerste luchtaanval van Groot-Brittannië van de oorlog vond slechts vier dagen later plaats over de Forth Bridge). In plaats daarvan werd het op 26 februari 1940 officieel geopend door koning George VI en koningin Elizabeth. Kort na de opening raakte het gebouw al snel bedekt met roet en vuil, waardoor de gevel van het gebouw snel zwart werd door passerende trams en treinen in de buurt.
In 1939 werd het de nieuwe residentie van de Scottish Office, een in 1885 gecreëerd departement van de regering van het Verenigd Koninkrijk dat in 1999 door de Scottish Executive, de historische naam van de Scottish Government werd vervangen. De Scottish Office stond onder de supervisie van de Secretary of State for Scotland, een functie die tot heden nog steeds bestaat in de Britse regering. Na het referendum van 1997 over de devolutie werden wel veel van de functies van de Secretary of State for Scotland overgedragen aan de Schotse ministers, die verantwoording verschuldigd waren aan een gedecentraliseerd Schots parlement.
Het bouwwerk werd erkend en beschermd als Category A Building door Historic Scotland, en onderging in 2001 een grote renovatie, hoewel de gevel nog steeds bedekt is met roetresten. Het kijkt uit over Edinburgh Waverley Station, de Canongate van de Royal Mile en het Holyrood Park.